# دينيس بيريزوفسكي
دينيس بيريزوفسكي (مواليد 15 يوليو 1974) هو لواء ونائب قائد أسطول البحر الأسود الروسي. وهو أيضاً قائد سابق لالقوات البحرية الأوكرانية. تم تعيينه قائدا عاما للقوات البحرية الأوكرانية من قبل الرئيس المؤقت ألكساندر تورتشينوف في 1 مارس 201 ،و ذلك بعد أن انشق القائم بأعمال قائد البحرية الأوكرانية سيرجي يليسييف إلى روسيا في نفس اليوم. بعد أن خدم ليوم واحد فقط، في 2 مارس، انشق هو أيضاً إلى حكومة القرم الانفصالية الموالية لروسيا خلال أزمة القرم 2014.